# Louis-Constantin Boisselot
Louis-Constantin Boisselot (11. března 1809, Montpellier - 5. června 1850, Marseille) byl francouzský výrobce klavírů. Působil ve firmě na výrobu a prodej klavírů, kterou v Marseillezaložil jeho otec Jean-Baptiste(-Louis) Boisselot (1782–1847), a po jeho smrti ji krátce vedl.
V listopadu 1835 se oženil s Fortunée Funarovou, dcerou obchodníka v Marseille. Měli syna Marie-Louise-Françoise Boisselota (1845–1902), známého jednoduše jako Franz, protože měl za kmotra Franze Liszta, dlouholetého přítele rodiny. V roce 1844 na výstavě v Paříži Louis-Constantin Boisselot představil klavír s „pedálovým tónem“, který předcházel „sostenuto mechanismu“, který Steinway znovu představil v roce 1874. Roku 1839 získal patent na metodu vedení strun přes kladky před jejich upevněním na ozvučnici, roku 1840 patent na kovové vzpěry a roku 1843 další patent na klavír s oktávovým dublováním, v němž je vždy sdruženo pět strun, tři v základním tónu a dvě v oktávě. Tento systém předchází systému alikvotních přídatných strun vynalezenému Juliem Blüthnerem roku 1873. Po smrti Louise-Constantina Boisselota pokračoval ve vedení firmy jeho bratr, hudební skladatel (Dominique-François-)Xavier Boisselot (1811–1893).
Do sbírky Klassik Stiftung Weimar patří klavírní křídlo z dílny Boisselot & fils (Marseille 1846), které dostal Ferenc Liszt jako dárek a na kterém byly vytvořeny skladby z weimarových let. Liszt vyjádřil svou oddanost tomuto nástroji ve svém dopise Xavieru Boisselotovi v roce 1862: „I když jsou klávesy téměř opotřebované bitvami, které na nich bojuje hudba minulosti, přítomnosti a budoucnosti, nikdy nebudu souhlasit se změnou a rozhodl jsem se, že si jej nechám do konce mých dnů jako oblíbeného pracovní společníka.“